# Саша Лейн
Саша Б'янка Лейн (англ. Sasha Lane, нар. 29 вересня 1995, Х'юстон, Техас, США) — американська актриса. Дебютувала в кіно у фільмі «Американська любка» (2016), режисерки Андреа Арнольд, перш ніж зіграти мисливця C-20 у першому сезоні телесеріалу Disney+ «Локі», дія якого відбувається у кінематографічному всесвіті Marvel.

## Ранній життєпис
Лейн народилася 1995 року в Х'юстоні, штат Техас, і виросла в Далласі, штат Техас. Її батько — афроамериканець, а мати, уродженка Нової Зеландії, народу маорі. Після того, як її батьки розлучилися, коли вона була маленькою, Лейн жила разом зі своєю матір'ю, кілька разів переїжджаючи з місця на місце поблизу Далласа, перш ніж оселитись у Фриско в Техасі. До того, як стати актрисою, Лейн відвідувала середню школу Liberty, де була успішно грала в баскетбольній та виступала в легкоатлетичній командах, а також власницею On the Border у Фриско.
Саша Лейн закінчила середню школу у 2014 році, а потім навчалася в Університеті штату Техас у Сан-Маркосі, штат Техас, але не завершила навчання у закладі освіти.

## Кар'єра
Лейн дебютувала у фільмі « Американська любка» (2016), який був схвалений критиками та відзначений нагородами, сценаристом і режисером якого була Андреа Арнольд, у головних ролях зіграли Шая Лабаф та Райлі Кіо. Арнольд помітила, як Лейн засмагала на пляжі під час весняних канікул. Лейн сказала в одному зі своїх інтерв'ю, що вона «відчула атмосферу Арнольд і вирішила довіритись Андреа на прослуховуванні».
Світова прем'єра фільму відбулася 15 травня 2016 року на Каннському кінофестивалі, де він отримав приз журі. Фільм вийшов обмеженим прокатом 30 вересня 2016 року, дистриб'ютор — компанія A24.
У 2017 році Лейн знялася в короткометражному фільмі «Народжений у вирі» режисера Мер'ям Джубер. У 2018 році Лейн зіграла головну роль у фільмах «Серця б'ються голосно» разом з Ніком Офферманом і Кірсі Клемонс режисера Бретта Гейлі та "Погане виховання Кемерона Поста " режисера Дезіре Ахаван.
Фільм Неправильна освіта Кемерона Поста здобув головний приз на кінофестивалі Sundance 2018 і був відзначений за «делікатне, стримане зображення підліткової невпевненості в собі та інші відкриття». У 2019 році Лейн зіграла Еліс Монахен у фільмі « Хеллбой» режисера Ніла Маршалла.
Вона також з'явилася в трилері жахів « Деніел не справжній» (2019) режисера Адама Ігіпта Мортімера.
У 2020 році Саша Лейн знялася в епізоді телесеріалу Дивовижні історії для Apple TV+, виконавчим продюсером якого виступив Стівен Спілберг. Потім вона знялася в « Утопії», створеній Ґіліян Флінн, американському ремейку однойменного британського телешоу для Amazon Prime Video. У травні 2020 року акторку взяли на роль у фільмі «Локі», прем'єра якого відбулася в червні 2021 року.
У лютому 2021 року грала роль у фільмі « Розмови з друзями», екранізації дебютного роману Саллі Руні 2017 року.

## Особисте життя
У 2015 році Саша Лейн заявила, що є бісексуалкою, а у 2018 році вона назвала себе гомосексуальною.. 2020 року вона народила доньку.
У Лейн шизоафективний розлад. Станом на 2016 рік вона живе в Лос-Анджелесі.

## Фільмографія

### Фільми
| Рік  | Назва                                    | Роль          | Директор               | Примітки               |  |
| ---- | ---------------------------------------- | ------------- | ---------------------- | ---------------------- |  |
| 2016 | Американська любка                       | зірка         | Андреа Арнольд         |                        |  |
| 2017 | Народився у вирі                         | Ребекка       | Мер'ям Джубер          | Короткометражний фільм |  |
| 2018 | Погана освіта Кемерона Поста             | Джейн Фонда   | Дезіре Ахаван          |                        |  |
| 2018 | Голосно б'ються серця                    | Роза          | Бретт Гейлі            |                        |  |
| 2018 | Креветки                                 | Домінатрікс   | Зельда Вільямс         | Короткометражний фільм |  |
| 2018 | Після всього                             | Ліндсей       | Ханна Маркс Джої Пауер |                        |  |
| 2019 | Даніель не справжній                     | Кессі         | Адам Єгипт Мортімер    |                        |  |
| 2019 | Хеллбой                                  | Аліса Монаган | Ніл Маршалл            |                        |  |
| 2021 | Якщо я не можу мати любові, я хочу влади | Провидець     | Коллін Тіллі           | Музичний фільм         |  |
| 2022 | Як підірвати трубопровід                 | Тео           | Даніель Гольдхабер     | Виконавчий продюсер    |  |
| 2024 | Смерчі                                   | Лілі          | Лі Айзек Чунг          |                        |  |

### Телесеріали
| рік  | Назва               | Роль          | Примітки                       |
| ---- | ------------------- | ------------- | ------------------------------ |
| 2020 | Дивовижні історії   | Алія          | Епізод: «Ознаки життя»         |
| 2020 | Утопія              | Джессіка Хайд | 8 серій                        |
| 2021 | Локі                | Хантер С-20   | Серія, що триває               |
| 2022 | Розмови з друзями   | Боббі         | Головна роль                   |
| TBA  | Переповнена кімната | Аріана        | Головна роль, майбутні серіали |

### Подкасти
| рік  | Назва                               | Роль      |
| ---- | ----------------------------------- | --------- |
| 2021 | Marvel's Wastelanders: Соколине око | Еш Бартон |

### Музичне відео
| рік  | Назва                   | Співак                         | Роль                          |
| ---- | ----------------------- | ------------------------------ | ----------------------------- |
| 2020 | «Так зроблено»          | Alicia Keys (за участю Халіда) | Самотня дівчина на випускному |
| 2020 | «Перед тим як ти підеш» | Льюїс Капальді                 | Suicidal Woman                |

### Нагороди та номінації
| рік  | Асоціація                                | Категорія                                              | Номінована робота  | Результат | Прим.         |
| ---- | ---------------------------------------- | ------------------------------------------------------ | ------------------ | --------- | ------------- |
| 2016 | Готем                                    | Актор-прорив                                           | Американська любка | Номінація | [ 30 ]        |
| 2016 | Британська незалежна кінопремія          | Найкраща жіноча роль у британському незалежному фільмі | Американська любка | Перемога  | [ 31 ] [ 32 ] |
| 2016 | Премія Асоціації кіножурналістів Індіани | Найкраща жіноча роль                                   | Американська любка | Номінація | [ 33 ]        |
| 2016 | Премія Асоціації кіножурналістів Індіани | Прорив року                                            | Американська любка | Runner-up | [ 34 ]        |
| 2017 | Independent Spirit Awards                | Найкраща головна жіноча роль                           | Американська любка | Номінація | [ 35 ]        |